# Kukufeldia
Kukufeldia là một chi khủng long, được McDonald Barrett & S. D. Chapman mô tả khoa học năm 2010.